# 서태지와 이지아의 결혼과 이혼
이 문서에서는 서태지와 이지아의 결혼과 이혼과 관련된 내용을 다룬다. 둘은 1997년에 결혼하여 2년여간의 결혼생활을 이어갔으나, 언론에 전혀 알려진 바가 없었고, 2011년이 되어 재산 분할 청구 소송을 통해 이들의 결혼사실이 뒤늦게 알려지면서 큰 충격을 주었다.

## 결혼과 이혼
서태지는 이전까지 결혼한 사실이 알려진 바가 없다. 하지만 2011년 4월, 이지아와 서태지의 재산 분할 청구 소송이 언론에 보도되면서 둘의 결혼생활이 드러났다. 4월 21일 이지아의 소속사 키이스트의 보도자료에 따르면 서태지가 많은 인기를 끌던 1993년 LA 한인 공연 도중 지인의 소개로 미국 유학중인 이지아를 처음으로 만났고, 1996년 서태지가 돌연 은퇴를 선언한 뒤 미국으로 건너간 이후 유학중인 이지아에게 언어 및 현지 적응 도움을 받으면서 둘의 연인 관계가 시작됐다. 그리고 1997년 10월 12일 서태지와 이지아는 각각 26세, 20세의 나이로 미국에서 둘만의 결혼식을 올렸고, 10월 21일 서태지는 미국 네바다주 클락 카운티 법원에 이지아와의 혼인신고서를 제출했다. 이지아 측에 따르면, 이후 두 사람은 애틀랜타, 애리조나주 등지를 오가며 결혼 생활을 했다. 그러던 중 서태지의 소속사 서태지컴퍼니에 따르면, 서태지는 복귀 직전인 2000년 6월부터 이지아와 별거 생활을 했다. 서태지와 별거 중이던 이지아는 2006년 1월 23일 미국 로스엔젤레스 상급법원에 단독으로 이혼 관련 소장을 제출했다. 이지아측이 밝힌 둘의 이혼의 사유는 "일반인에 비해 평범하지 않은 상대방의 직업과 생활 방식, 성격 차이"였다. 미국 법원 자료에 따르면 이들은 2006년 8월 9일부로 양측의 부부관계는 법적으로 종결됐다. 일각에서 두 사람 사이에 아이가 두 명 있다는 소문도 있었으나 이는 사실이 아니며 자녀는 없는 것으로 알려져 있다. 또 서태지의 추천으로 이지아가 배우로 데뷔하게 됐다는 설도 있는데, 역시 사실관계는 밝혀지지 않았다.
서태지와 이지아의 결혼 사실은 1996년 11월 20일 스포츠서울이 특종으로 보도(서태지가 주유소를 운영한다고 하는 등 기본적인 팩트는 맞지 않았으나 어쨌든 이지아 측의 일방적인 소송으로 처음부터 기정 사실처럼 되었고 팩트라고 결론 남. 2011년 당시 이지아 본인이 언니가 증인이라고 했고 이지아 가족이 1996년 당시 신문사에 바로 제보하는 상식적이지 않은 행위를 함, 이후 이지아는 2014년 8월 11일 sbs힐링캠프에서 가족이 몰랐다고 하며 다람쥐도 몰랐다고 앞뒤가 안맞는 말을 함.)하였으나 대부분은 이를 믿지 않았다. 서태지측이 스포츠서울을 상대로 명예훼손 소송을 낸다는 강경한 입장을 보이자 스포츠서울이 오보로 시인하면서 잊혔다.  단순 그랬다더라 소문을 기사로 낸 것이었을때는 오보라고 시인할 수 있지만 무려 이지아 가족이 알린 것임(그러니 소문이 나게 된 것이니까)에도 스포츠 서울이 오보라고 시인한 것 자체가 의문스러운 상황이다.

## 위자료·재산 분할 청구 소송
서태지와 이지아의 결혼·이혼 사실이 알려진 건 재산 분할 청구 소송 때문이다. 둘이 이혼한 지 5년이 지난 2011년 1월 이지아는 서태지에게 5억원의 위자료, 50억원의 재산 분할 청구 소송을 제기했다. 담당 법원은 서울가정법원이다. 그동안 둘의 결혼생활은 극비였으나, 이지아가 정우성과 열애하고 있었기 때문에 이것 때문 아니었냐는 추측들도 제기됐다. 재산 분할 청구 소송의 주요 쟁점은 '이혼 효력이 발생한 시기였다. 위자료 청구소송은 이혼 후 3년, 재산 분할 소송은 2년 안에 해야 하기 때문이다. 서태지측은 2006년에 이혼했다고 밝히고 있으나, 이지아측은 2009년에 이혼 효력이 발생했다고 밝혀 대립을 이루었다. 이지아가 본인이 언제 이혼을 한지도 모르면서(본인의 일을 본인이 모른다고 사기 소송을 시작함) 재산을 분할하라는 사기 소송을 시작한 것이다. 2009년 이혼 효력이 발생한 것으로 한다고 하더라도 재산 분할의 경우 부인의 동거 기간과, 재산 증가에 대한 기여도가 얼만큼 인지가 중요하기 때문에 이 역시 쟁점으로 떠올랐다. 이 과정에서 서태지의 재산 규모가 어느 정도인지도 관심사로 떠올랐는데 서태지가 소유한 빌딩 등을 보면 300~500억은 될 거란 추측이다. 그러던 중 4월 30일, 이지아는 서태지를 상대로 낸 위자료 및 재산 분할 청구 사기 소송을 취하했다. 무려 사기 소송을 본인이 시작했음에도 이지아의 소송 대리인 법무법인 바른 측은 "이지아와 주변 사람들이 사생활 침해 등으로 인한 정신적 고통에 시달려 소송을 끌고 가기 어려웠다"라고 밝혔다. 이지아의 소송에 대해서 언론들의 취재가 이어졌다. 언론들이 입수한 이혼 판결문에 의하면 이지아가 '재산분할을 요구하지 않겠다'라는 부분과 '재산 분할에 대해 합의가 이루어졌다'라는 부분에 체크를 했다. 그러나 이지아가 서태지와 합의한 재산 분할에 대해 뒤늦게 이의를 제기할 이유가 새로 생겨서 소송을 제기한 것 아니냐는 분석이다. 서태지의 재산이 원래 알고 있던 것보다 더 많을 경우 나중에 이의를 제기할 수 있다는 것이다. 이후 이지아가 시작한 소송 자체가 거짓 소송임이 들통났고 취하로 사건이 일단락 되는 듯 보였으나, 5월 17일 서태지측은 이지아의 소송취하를 받아들이지 않고 진실까지 확인해야 한다고 끝까지 가겠다고 밝혔다. 서태지 소속사 관계자는 소송 자체가 거짓 소송인 만큼 "본 사건은 향후 재 발생할 가능성도 배제할 수는 없는 상태에 놓여있고 본 사건의 사실 확인 또한 필요하다고 판단해 법원의 판결에 맡기려 부동의서를 제출한 것이다"라고 말했다. 결국 서태지 이지아 사태가 또 다른 양상으로 장기화 될 조짐이 보였지만, 2011년 7월 29일 양측이 법원의 조정 조서에 합의함으로써 마침내 마무리됐다. 사실을 밝히고 싶었다면 처음부터 무리한 소송인것은 알지만 진실을 밝히고 싶었다고 하고 소송을 끝내는게 논리적으로 맞지만, 무려 사기 소송임에도 거대로펌에 많은 변호사들과 소송을 시작했고, 되는 줄 알았다면서 계속 소송 목적을 바꾸고 증거 자료를 내지 않아서 계속 끌다가 결국 사기 소송임을 인정하는 등 앞뒤가 맞지 않는 행동을 함.

## 당시 서태지와 이지아의 입장
서태지와 이지아와의 관계가 세간에 알려진 이후, 이지아 측이 4월 21일 보도자료를 통해 공식 입장을 표명하고 그동안의 결혼 생활을 밝혔다. 서태지는 4월 22일 지인에게 문자를 보내 "걱정하지 말라"는 말을 짧게 하기도 했으며, 서태지의 친한 친구로 알려진 김종서에게도 각종 문의가 잇따랐다. 서태지는 4월 30일 직접 올린 글을 통해 "이미 헤어진 상대방을 세상에 알리는 것은 있을 수 없는 일이 되어버렸다", "(결혼에 대해) 아무 말도 하지 못하게 된 심정을 부디 이해해 달라"는 입장을 표명했다. 앞서 서태지 측은 "2006년 8월 9일 법적으로 부부관계가 종결됐다"고 설명해 이지아측이 주장한 "2009년 이혼"과는 다른 입장을 보였다. 서태지는 공식 홈페이지에 자신의 심경을 담은 글을 올렸다.
많은 시련을 뒤로 한 1996년 은퇴 후 가수 서태지가 아닌 평범한 자연인 정현철로 돌아가 보통의 사람들과 같이 결혼도 하고 아이도 키우는 평범한 생활을 소망했다. 이미 헤어져 각자 다른 길을 걷고 있는 상대방을 세상에 발표한다는 것은 있을 수 없는 일이 되어 모든 일을 마음에 담아둬야 할 비밀이 됐다.

이지아도 자신의 홈페이지에 장문의 글을 올려 심경을 토로했다. 대략적인 내용은 다음과 같다.
아무에게도 모습을 보이고 싶지 않다던 그 사람의 뜻을 존중하고 따랐던 것이었고 그것이 사랑이라 믿어 부모님도 자신도 버리고 살았다. 내가 선택한 길이 자신을 상처 내고 고통받게 하고 무의미한 존재로 만들고 있다는 사실을 당시에는 깨닫지 못했다. 여러 개의 이름으로 살아가면서 정체성의 혼란에 시달리며 늘 마음을 졸여야 했고 자신의 존재를 숨기고 살아가야 했던 고통은 자유를 잃은 것과 같았다. 뒤늦게 소송을 제기한 이유는 어둡고 긴 시간들에 대해 이해받고 싶은 마음도 있었고 잃어버린 자신을 찾고 싶은 마음에 여기까지 오게 됐다.

## 반응

### 네티즌
서태지와 이지아의 결혼과 이혼에 대한 소식을 접한 네티즌들은 큰 충격을 받았으며, 반응은 엇갈렸다. 두 사람이 결혼을 숨기고 속여왔다는 것에 대해 배신감을 느낀다는 반응이 있었지만, 둘이 오랫동안 힘든 시간을 보내온 만큼 둘에 대해 동정의 시선을 보내는 네티즌들도 있었다. 이지아의 비밀 사생활에 대한 호기심을 가진 네티즌들은 이지아의 사생활에 대해서 낱낱이 다루는 사이트 '이지아 닷컴'을 개설하기도 했다. 이지아는 특히 출생일과, 본명 등이 베일에 가려져 있었기 때문에 네티즌들의 호기심을 더 자극했다는 분석도 있다. 또한 '타블로에게 진실을 요구합니다'(타진요)를 패러디한 '서태지에게 진실을 요구합니다'(서진요) 사이트도 개설됐다. 이들 사이트에서는 서태지가 그동안 결혼과 관련한 인터뷰에서 '결혼을 하지 않겠다'라는 말을 아무런 거리낌 없이 했다는 것도 지적하고 있다. 그러나 이들 사이트는 모두 광고를 달고 있는 영리 사이트라서 연예인들의 사생활을 돈벌이로 이용하는 것 아니냐는 비판도 제기됐다. 서태지와 이지아에 대한 신상정보 털기가 가속화되면서 서태지의 딸이 심은경이라거나, 서태지의 현재 연인이 구혜선이라는 확인되지 않은 헛소문이 줄이어 나오기도 했다. 이지아의 앞뒤가 안맞는 모든 행태에 결혼, 이혼 자체에 의구심이 든다는 의견도 소수 있었다.
서태지에게 관심이 쏠리는 것에 대해 서울대학교 심리학과 곽금주 교수는 "서태지는 대중문화사에 한 획을 그은 인물이다. 따라서 그의 사적(私的)인 부분에 대한 대중의 궁금증도 컸는데 관련 정보가 한꺼번에 터져 나왔기 때문에 이렇게 큰 관심이 쏠리고 있는 것." 이라고 분석했다. 이택광 문화평론가는 "대중들과 공유해야 하는 공유물을 독차지한 것처럼 보이는 거죠. 여기에 대한 분노라고 볼 수가 있고요."라고 분석했다. 일부에서는 누리꾼들의 지나친 신상 털기를 비판하기도 했다. 서울대학교 조국 교수는 "두 사람의 결혼, 이혼, 재산분할은 사적인 문제로 공적인 관심을 쏟을 소재가 아니다."라고 지적했다. 진중권도 자신의 트위터에서 "두 사람은 도덕적, 윤리적으로 아무 문제가 없고, 사생활을 공개할지 말지는 본인들 취향의 문제."라고 말했다.
십여 년째 돌아가는 정황을 보고 뭔가 이상함을 느낀 팬이 디시인사이드 서태지 갤러리에서 의구심에 대한 의혹을 몇 년 전부터 글로 올렸으나 계속 삭제및 광고, 도배라는 이유로 무려 계속 반복적으로 차단 당하고 있을 뿐만 아니라 모욕도 당하고 있다. 본인이 하는 말에 책임을 진다고 하는 사람을 무시할 이유가 없음에도 몇 년째 오히려 도망 다니는 행태를 보이고 있다. 이지아는 사기 소송임에도 시작을 했었다. 그리고 무려 피해자 코스프레를 하면서 악질 루머를 일부러 유포하기까지했으니 이 기회도 나쁘지 않다. 오히려 이지아의 말이 맞으면 피해자가 맞으니 더할 나위 없음은 분명하다. 그럼에도 오히려 숨기려고 하는 행태로 본인임을 오히려 인증하는 행태를 보이고 있으니 의심스러운 정황은 분명하다. 오히려 서태지한테 물어보라는 말을 하기도 했다. 은퇴하고 나오지 않는다고 했으면서 나왔다고 화를 내기도 했다.(관련 글들도 다 삭제함) 정말 이지아가 맞다면 서태지가 나오면 안 되므로 나오지 않으면 저절로 숨겨지니까 팬덤에도 악성루머를 유포하면서 방해를 할 수밖에 없다. 서태지 갤러리에서도 서태지가 나오지 못한다고 초를 치는 글들이 계속 올라오기도 했다. 이지아가 디시에서 주도적으로 스토커 관련 글을 삭제하고 있는 스토커가 정말 맞다면 그동안 서태지 팬덤에서 일어났던 분란을 비롯해 디시에 팬이 올린 글이라는 글들도 의심스러울 수밖에 없다. 실제로 팬코스프레를 하면서 악성루머를 유포하며 팬덤의 이미지 또한 살인하는 인간들도 확인이 필요하다.

### 연예계
서태지에 대한 관심이 집중되면서 그의 음원판매량도 크게 늘었다. 정우성의 친구 김학연은 "24년을 함께한 사람과 그냥 술 한 잔을 같이 합니다. 빨리 시간이 흘렀으면 좋겠습니다."라는 글을 올리며 심경을 토로했다. 서태지와 이지아의 소식이 처음 알려진 날 정우성은 이지아를 포함한 지인들과 함께 생일 파티를 할 예정이었으나, 이를 취소한 것으로 알려졌다. 서태지의 친한 친구인 김종서도 이 소식을 전혀 몰랐던 것으로 전해졌다. 서태지와 아이들에서 같이 활동하던 양현석과 이주노도 뒤늦게 입장을 밝혔다. 양현석은 서태지의 결혼 사실을 전혀 몰랐다면서 "서태지도 연락된 지 한참 됐는데, 기사가 맞다면 서태지가 한 3년쯤 소식이 없었을 때 (만약 결혼이 사실이라면) 그런 일이 있지 않았을까 한다"라고 말했다. 이주노는 "지금 정황을 보면 서태지가 이지아를 만나기 위해 미국으로 간 것 같지만 사실은 이지아 때문에 은퇴발표를 하고 미국행을 준비한 것은 아니다.”며 “은퇴 후 미국에서 홀로 외로운 생활을 하다 이지아와 만나게 된 것 같다."라고 말했다. 서태지와 함께 1990년대에 활동해왔던 신승훈은 "사실 지금 보면 그 시대의 정서로서는 사생활에 대해 다 알리거나 공표하거나 하지 않았었으니까 이해되는 부분도 있다."라며 서태지의 심정을 이해한다고 말했다.
서태지와 이지아의 결혼, 이혼소식은 다른 나라의 매체들도 비중 있게 보도했다. 대표적으로 중국 언론들과 배용준·이지아의 인기가 많은 일본의 언론들도 보도했다.

## 언론에 대한 비판
언론들에 대한 비판도 제기됐다. 잘못된 내용을 보내거나 근거없는 소문을 사실처럼 보도하는 경우가 많았다. 대표적으로 서태지와 이지아 사이에서 자녀가 있다는 내용으로 이는 MBC, SBS 등 지상파 방송사들도 '자녀가 있는 것으로 알려졌다'라는 식으로 무책임하게 보도했다. 그 동안 연예인들의 가십성 사생활을 잘 보도하지 않았던 전국 일간지들도 서태지와 이지아의 결혼 소식을 비중있게 다루어 '스스로 신뢰성을 저버리고 있다'라는 비판이 제기되기도 했다. 다수 언론들은 이지아와 서태지의 이혼소송 법정 판결문을 공개하기도 했다. 법정 판결문은 개인 사생활이 많이 담겨있기 때문에 이를 보도하는 것은 흔치 않은 일이다. 또한 중앙일보는 연예계 스타들과 결혼, 열애를 이어가고 있는 이지아의 매력을 조명하는 등 가십성 소재를 집중 보도하기도 했다. 동아일보는 '서태지 팬들의 3단계 심리 변화'라는 기사에서 서태지 팬커뮤니티의 어떤 회원들의 글인지 확인되지 않은 글을 내보내기도 했다.

## 이지아 부친의 사기행각
흔히 이지아의 리스크는 그녀의 조부인 것으로 알고 있는데 사실 조부보다 더 큰 리스크는 그의 부친이다. 부친 김O영은 희대의 난봉꾼이자 사기꾼으로 알려져 있다.
일례로 김O영은 결혼 초 당대 최고의 모델이었던 Y모씨와 바람이 나서 임신중절 수술을 시켰는데 수술비를 집사람 몰래 마련하기 위해 작은 형으로부터 돈을 빌렸다고 한다. 물론 안 갚았다고 한다. Y모씨는 이후 국내 최고의 액션 배우 중 한 명인 N모씨와 결혼했는데 김O영은 몇 년 후 친구들과의 술자리에서 "N모씨가 아무리 검도의 달인이라고 해도 막싸움에서는 나를 못 이기지"라며 허풍을 떨었다고 한다. 이 말을 들은 김씨 친구들은 모두 "Y모씨의 남편이 그 사실을 몰랐기에 망정이지 만약 알았다면 김O영은 뼈도 못 추렸을 것"이라며 모두 김O영을 걱정했다고 한다.
김O영은 실제로는 겁이 많고 싸움도 잘 못했다고 한다. 싸울 때에도 우산이나 소주병 같은 물건에 의존해서 했지 주먹으로 맞짱을 뜬 적은 한번도 없었다고 한다. 김O영은 Y모씨 외에도 여러 명의 여성들과 염문, 아니 추문에 휘말렸는데 그래도 미모로는 Y모씨가 단연 군계일학이었다고 지인들은 전한다.
김O영의 사기 수법은 매우 단순하다고 한다. 부친 김순흥의 토지를 미끼 삼아서 돈을 빌리고 안 갚는 것이다. 김O영은 친일파로 알려진 부친 김순흥으로부터 상속 받은 토지의 개발권을 주겠다며 여러 사람들로부터 수십억 원을 빌리고 갚지 않았다고 한다. 이런 경우 보통은 다른 사람으로부터 새로 돈을 빌려 이전에 빌린 사람의 돈을 돌려막기 하는 게 일반적인데 김O영은 그런 것이 전혀 없었다. 빌린 돈은 절대로 갚지 않는 게 김씨의 철칙이었다고 한다.
그런데 사실 부친 김순흥으로부터 상속 받은 토지는 김O영 본인이 단독으로 상속 받은 토지가 아니라 다른 형, 누나들과 공동으로 상속 받은 토지이다. 그런데 이에 대해 마치 자기 단독 소유인 것처럼 여기저기서 돈을 빌려썼다고 한다. 설상가상으로 동일한 토지의 개발권을 주겠다며 복수의 지인들로부터 돈을 빌리기도 했다. 물론 모두에게 단 한 푼도 안 갚았다고 한다. 그런 면에서는 참 공평하다.
김O영으로부터 큰 사기를 당한 지인 중에는 그와 가장 친한 친구인 오OO도 있다. 오씨는 김O영으로부터 받지 못한 돈이 수억 원에 이르는데 현재 암 투병 중이다. 오씨에 대해 김O영은 종종 지인들에게 "오OO이 오늘 내일 하는데 내가 미쳤다고 그 돈을 갚느냐"며 우정보다 돈이 소중한 본인의 인생 철학을 여러 차례 피력했다고 한다.
오씨에 따르면 김O영은 자기 형과 누나들에 대해 좋지 않은 얘기를 종종 하고 다녔다고 한다. 큰 형에 대해서는 "타고난 사기꾼"이라고 욕하고 다녔지만 실제로는 그 형으로부터 사기 수법을 전수 받기 위해 큰 형의 심부름을 도맡아 했다고 한다. 한 마디로 OJT를 받은 것이다. 큰 누나에 대해서는 "돈에 환장한 미친X"이라고 욕하고 다녔지만 정작 본인이 급할 때에는 큰 누나를 가장 먼저 찾았다고 한다. 그런데 큰 누나는 말로만 위로해줬지 실제로 돈을 준 적은 한번도 없었다고 한다. 그 외 다른 형, 누나들에 대해서는 "다들 멍청해서 언급할 가치조차 없다"고 했다고 오씨는 전한다.